# St. Johannes der Täufer (Eynatten)

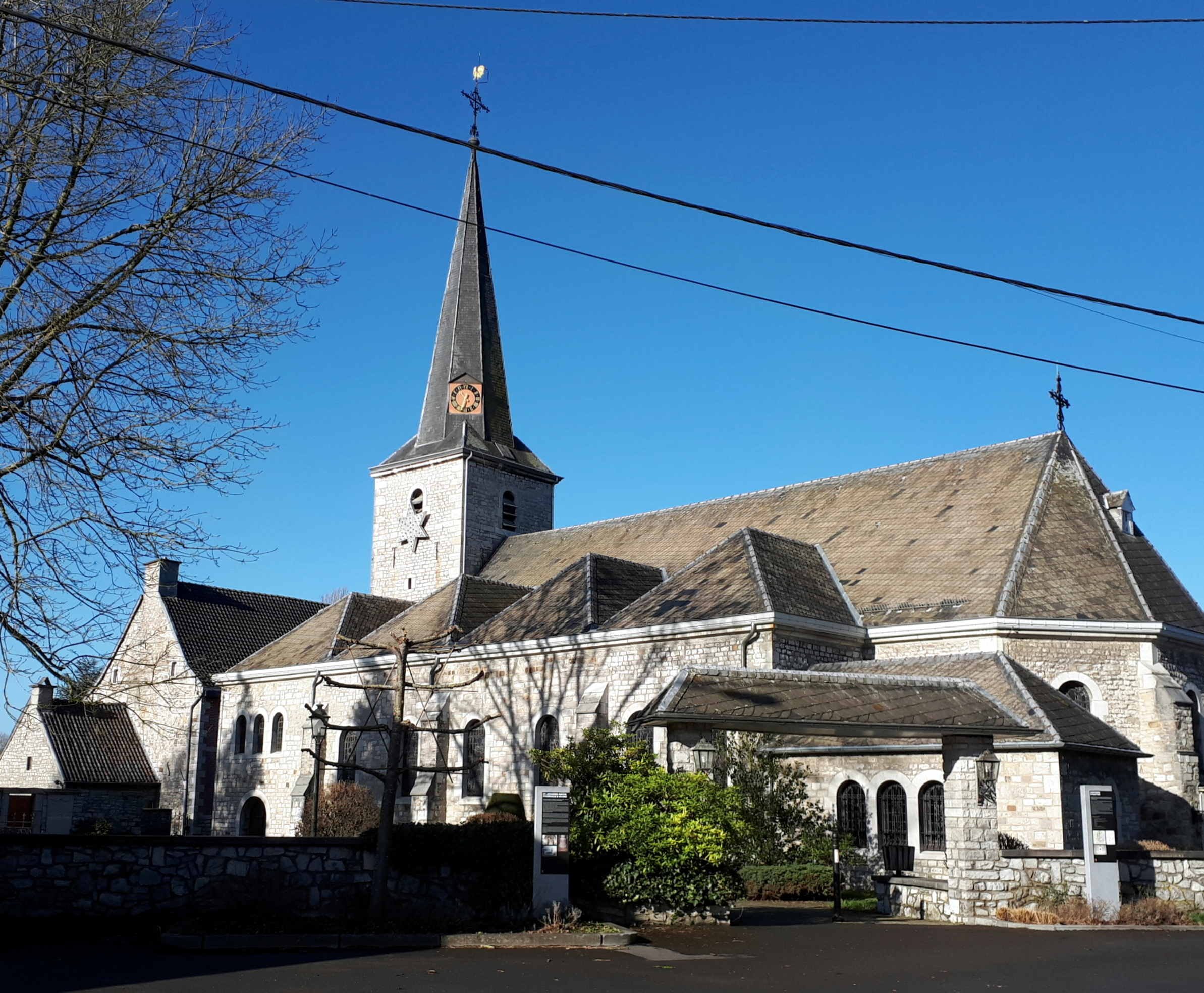
St. Johannes der Täufer

St. Johannes der Täufer ist eine römisch-katholische Pfarrkirche im Ortsteil Eynatten von Raeren in der Deutschsprachigen Gemeinschaft Belgiens. Sie gehört seit September 2004 zum Pfarrverband Raeren – Eynatten – Hauset im Bistum Lüttich.

## Baugeschichte
Einer Überlieferung zufolge ließ das Adelsgeschlecht derer von Eynatten in der Nähe ihrer später verfallenen Stammburg im späten 12. Jahrhundert eine Kapelle erbauen, die um 1440 durch einen größeren Kirchenbau ersetzt wurde. Dieser erhielt den Namen St. Johannes der Täufer, welcher damit Schutzpatron der Pfarrgemeinde wurde.
Um die Jahrhundertwende des 17. zum 18. Jahrhundert wurde die Kirche als baufällig eingestuft und zwischen 1707 und 1710 durch einen Neubau ersetzt. Von 1733 bis 1736 kam ein Turm hinzu, der bis heute erhalten ist. Im Jahr 1775 erhielt das Kirchenschiff eine Erweiterung um zwei Seitenquerschiffkapellen mit dem Sankt-Hubertus- bzw. Marien-Altar.
Nachdem die Kirche per Gesetz vom 1. Oktober 1795 zu Frankreich kam, wurde sie für mehrere Jahre geschlossen und das gesamte Kircheneigentum von der französischen Verwaltung beschlagnahmt. Danach diente sie als Vorrats- und Aufenthaltsraum der Soldaten.
Nach dem Ersten Weltkrieg wurde im 1923 an der Nordwestseite des Turmes eine Kriegergedächtniskapelle angebaut. Aufgrund eines Kirchenbrandes im Jahr 1950 musste der Altar der Kapelle an der Außenmauer der Ostseite des Chores wiederaufgebaut werden. In der Nacht zum 23. April 1950 war in der Sakristei ein schnell um sich greifendes Feuer ausgebrochen, welches u. a. den Hochaltar, die Orgel sowie wertvolle kirchliche Gefäße und Gewänder vernichtete. Ein ehemaliger Fabrikraum diente vorübergehend als Notkirche.
Nach Plänen der Architekten Emile und Jean Burguet aus Verviers wurde Ende 1953 der Wiederaufbau der Kirche im Rohbau vollendet und durch zwei Seitenschiffe erweitert. Am 31. Oktober 1954 wurde die wiederaufgebaute Kirche durch den damaligen Weihbischof Monsignore Guillaume-Marie van Zuylen konsekriert.

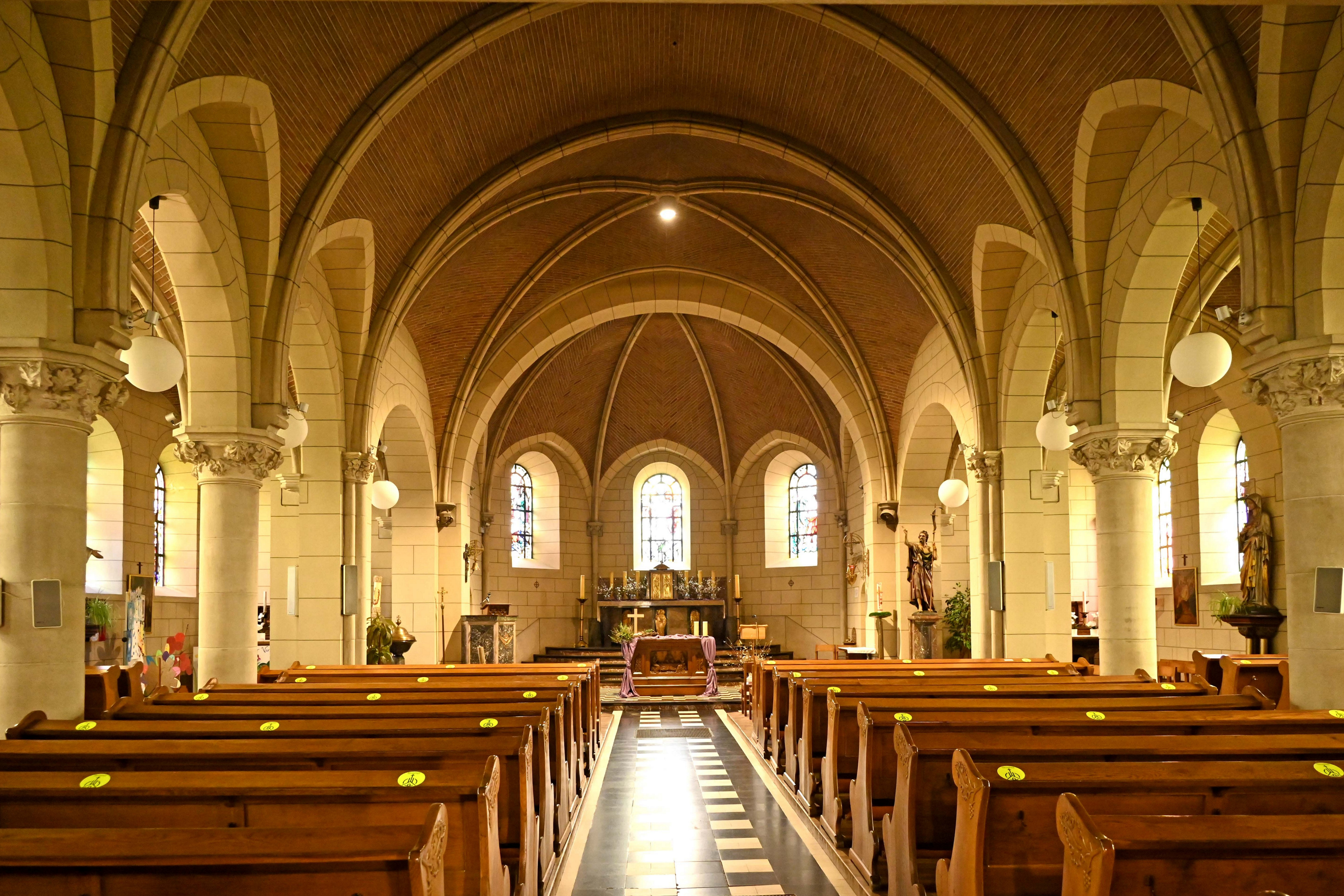
Innenraum
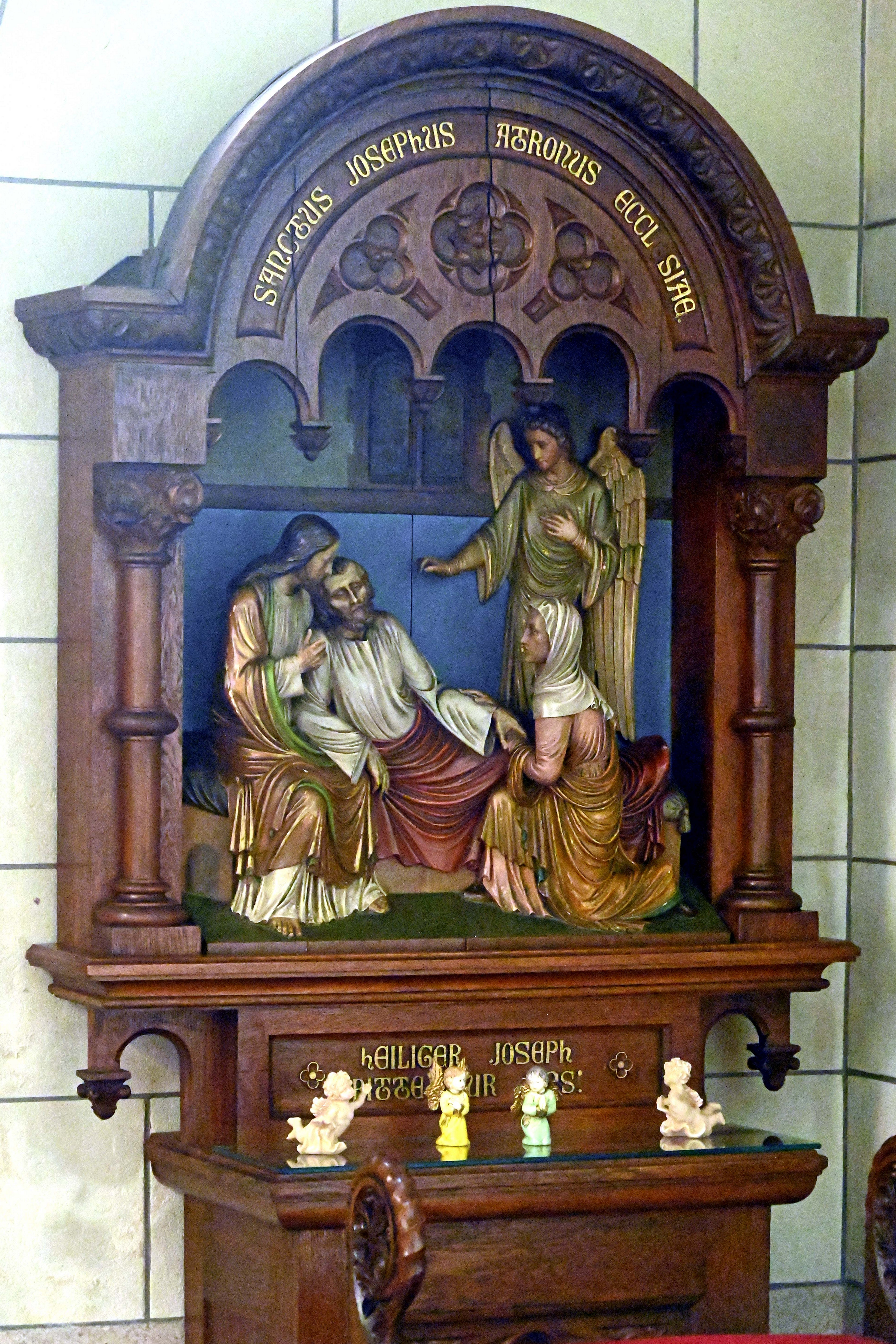
Altar zu Ehren des Heiligen Josef von Nazaret
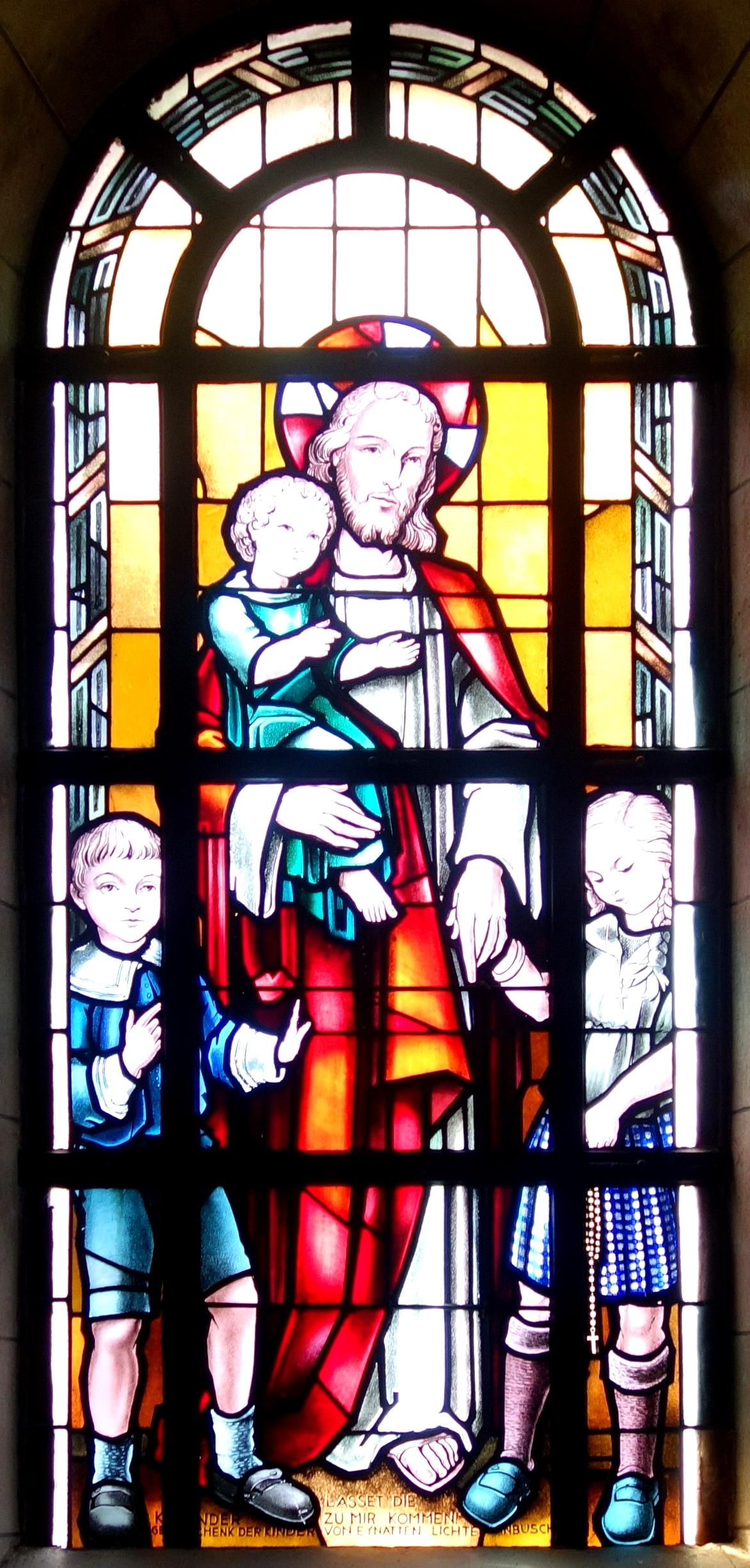
Fenster mit Bibelszene „Lasset die Kinder zu mir kommen“
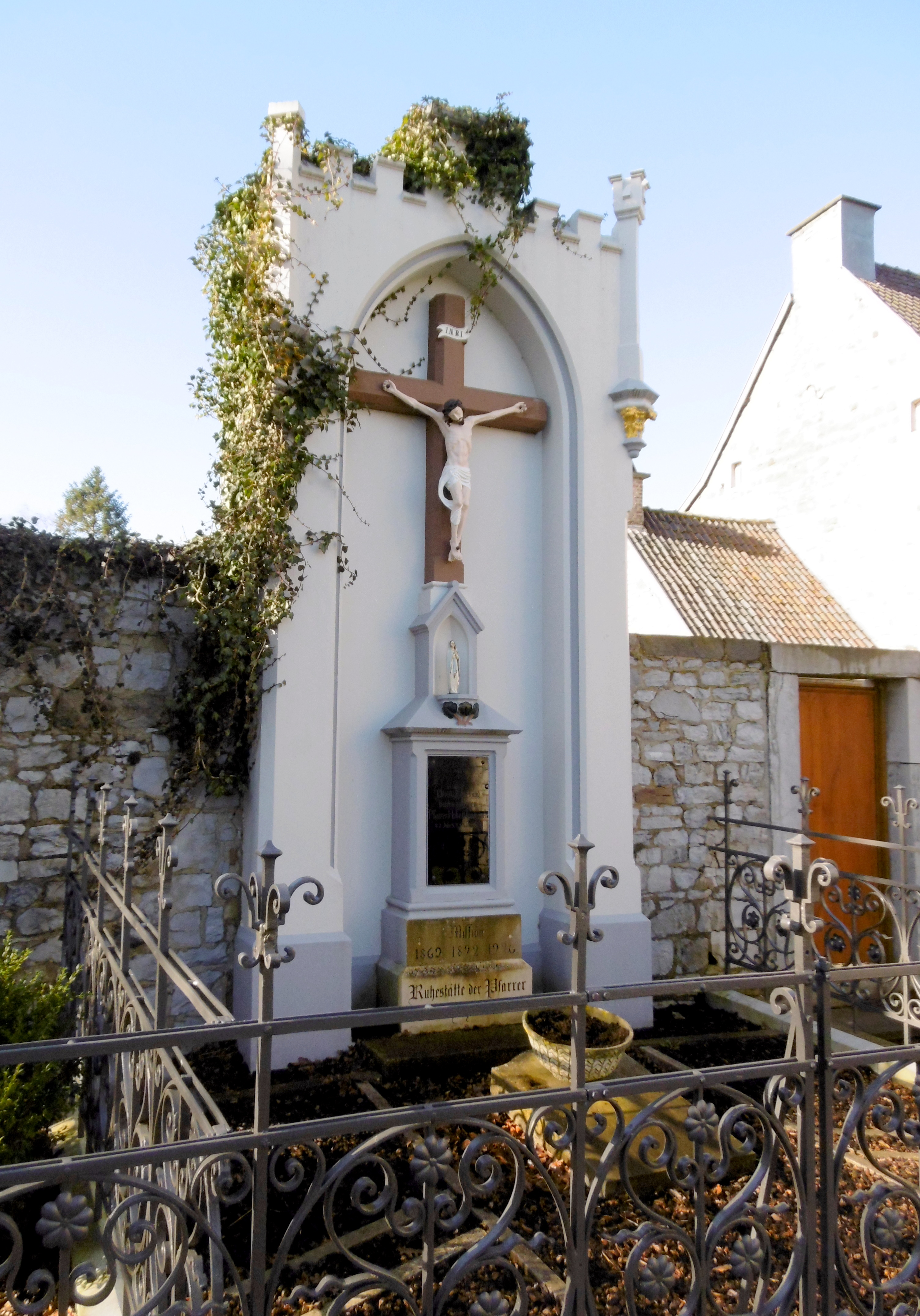
Missionskreuz und Priester-Grabstätte
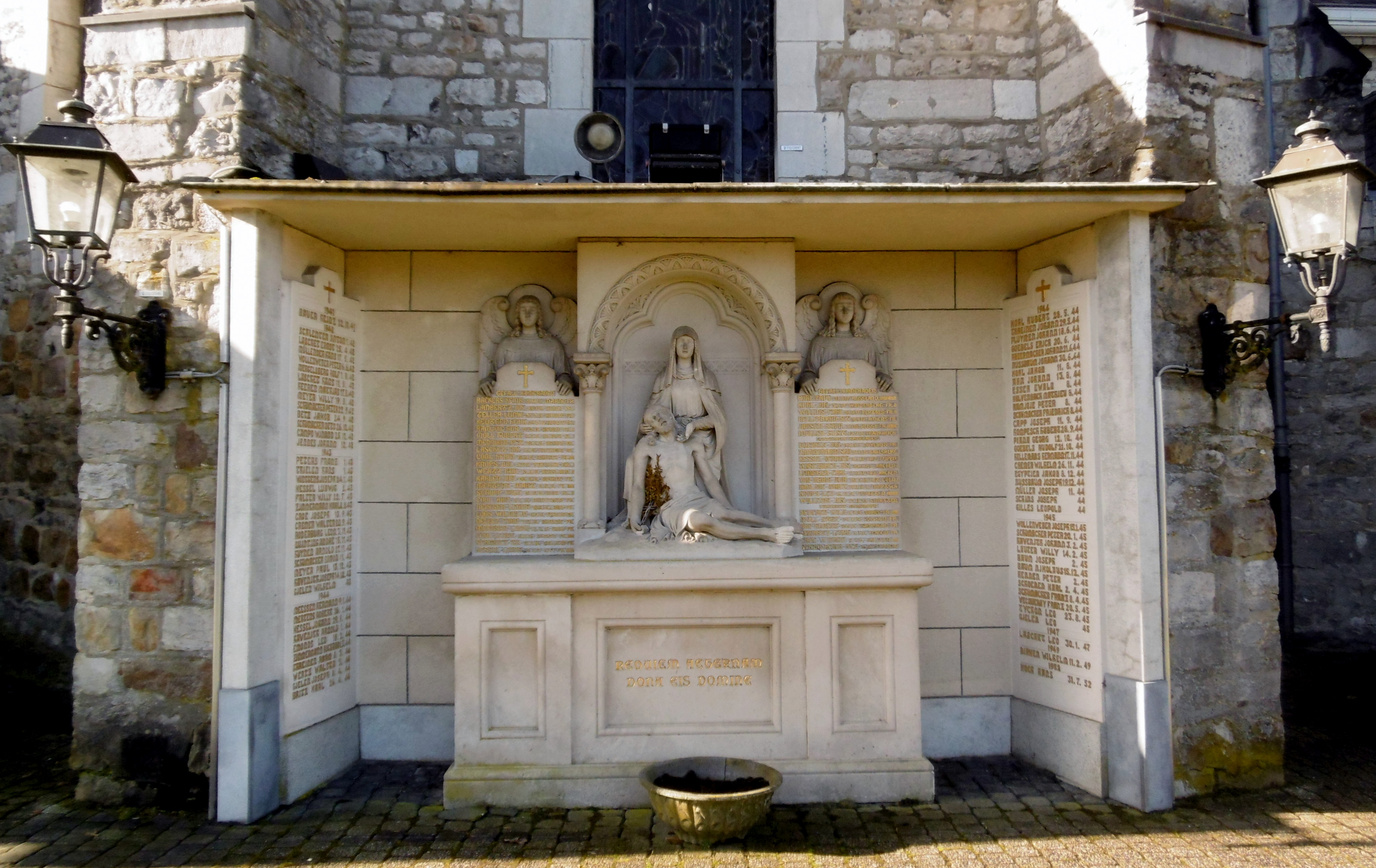
Kriegsgedenkstätte

## Geschichte der Glocken
Die ersten beiden Glocken erhielt die Kirche im Jahre 1467. Die noch erhaltene Marienglocke wiegt 500 kg und ist die älteste Glocke im Kanton Eupen. Die Johannesglocke wurde durch einen Riss infolge des Kirchenbrands im Jahre 1950 so schwer beschädigt, dass sie 1953 eingeschmolzen werden musste. Auch zwei weitere 1909 gekaufte Glocken, die aus einer westfälischen Gießerei stammen, wurden 1917 für Kriegszwecke beschlagnahmt und eingeschmolzen.
Am 19. September 1954 kam als Geschenk des damaligen Bürgermeisters Joseph Breuer eine neue Glocke, die 275 kg schwere St.-Josefs-Glocke, hinzu. Eine weitere 425 kg schwere Glocke mit dem Namen St. Johannes der Täufer erhielt die Kirche am 27. Mai 1962 als Stiftung.
Anlässlich des 300-jährigen Bestehens Eynattens als selbständige Pfarre im Jahre 1976 wurde am 2. Februar 1977 schließlich die letzte Glocke des nun wieder vollständigen Vierergeläuts in Brockscheid (Eifel) gegossen und am 8. Mai 1977 geweiht. Die 900 kg schwere Glocke erhielt den Namen Maria, Mutter der Kirche.

## Denkmalschutz
Das gesamte Dorfzentrum Eynatten, in dem sich die Kirche befindet, wurde am 11. Januar 1985 unter der Denkmalnummer 31450 unter Schutz gestellt.